# Гидноровые
Гидноровые (лат. Hydnoraceae) — семейство двудольных растений, входящее в порядок Перечноцветные, включающее в себя два своеобразных рода древних паразитных растений. Иногда эту группу рассматривают как подсемейство Hydnoroideae Walp. (1852) в составе семейства Кирказоновые (Aristolochiaceae).

## Биологическое описание
Гидноровые живут и развиваются вне растений-хозяев, получая от них питательные вещества лишь при помощи присосок. В месте внедрения проростка паразита ткань корня растения-хозяина значительно разрастается, создавая большие возможности для извлечения паразитом питательных веществ. В прилегающих к поражённому корню тканях проростка паразита возникают довольно многочисленные корневищеподобные образования, которые, в отличие от настоящих корневищ, не являются членистыми. Эти образования были названы направляющими корнями или ризоматоидами. Эти корни распространяются в почве горизонтально в разных направлениях и служат для поиска корней новых растений-хозяев, а также источником питания для цветков. От них же, возникая эндогенно, отходят особого вида короткие, неветвящиеся корешки, которые образуют новые присоски, если им удаётся войти в соприкосновение с корнями растения-хозяина.
Листья отсутствуют.
Цветочные почки возникают эндогенно и растут в направлении поверхности почвы, где и раскрываются, возвышаясь над почвой не более чем на длину околоцветника.
Цветки гидноровых довольно большие, одиночные, почти сидячие, обоеполые, безлепестные. Они появляются в разных участках направляющих корней. Чашечка очень толстая, мясистая, сростнолистная.
Плоды гидноровых довольно массивные и мясистые, ягодообразные, но с почти деревянистым, поперечно раскрывающимся внешним слоем. Семена мелкие многочисленные.

## Роды
- Hydnora typus — Гиднора. Включает пять видов (включая Hydnora africana), произрастающих в тропических областях Африки, Аравии и Мадагаскара.
- Prosopanche — Прозопанхе. Включает два вида, произрастающих в пампасах Аргентины и Парагвая.